# Sergei Leontjewitsch Wostrikow
Sergei Leontjewitsch Wostrikow (russisch Сергей Леонтьевич Востриков; * 16. Januar 1964 in Kuibyschew, Russische SFSR) ist ein ehemaliger russischer Eishockeyspieler, der während seiner Karriere unter anderem für die Augsburger Panther aus der Deutschen Eishockey Liga aktiv war.

## Karriere
Wostrikow begann seine Karriere in seiner russischen Heimat beim damaligen Zweitligisten Torpedo Toljatti. Dort spielte der Offensivspieler insgesamt sieben Spielzeiten. Nachdem er in seiner ersten Saison bei Torpedo nur selten zum Einsatz gekommen war, gelang ihm im darauffolgenden Jahr der Durchbruch. In der Saison 1981/82 absolvierte er 48 Ligaspiele, in denen er 22 Scorerpunkte erzielen. Diese Punktausbeute konnte der Russe kontinuierlich steigern. So erzielte er während seiner Zeit bei Torpedo in 331 absolvierten Partien, 225 Punkte.
Im Sommer 1987 verließ er seinen langjährigen Arbeitgeber und unterschrieb einen Vertrag bei Chimik Woskressensk, für die er drei Jahre aktiv war, ehe er nach weiteren zwei Spielzeiten beim HK ZSKA Moskau in die italienische Serie A zum HC Bozen wechselte. In Bozen feierte der Linksschütze seine bis dahin größten Erfolge. Neben dem dreimaligen Gewinn der italienischen Meisterschaft, konnte er mit seinem Klub des Weiteren im Jahr 1994 die Meisterschaft der Alpenliga sowie im Jahr 1995 den europäischen Supercup gewinnen. Wostrikow gehörte zu den besten Scorern der Liga. Die Saison 1997/98 war sein persönlich erfolgreichstes Spieljahr, als er in 62 Partien 135 Mal punkten konnte.
Zur Saison 1999/00 nahm er ein lukratives Angebot der Augsburger Panther aus der Deutschen Eishockey Liga an. Wostrikow verließ somit den HC Bozen, für den er letztendlich insgesamt sieben Jahre aktiv war. In der Premierensaison in der DEL gehörte er zu den Leistungsträgern der Panther und war mit 36 erzielten Toren in 51 Spielen der Top-Torschütze der Spielzeit 1999/00. Außerdem wurde er im gleichen Jahr von den Juroren der Deutschen Eishockey Liga zusammen mit dem Schweden Peter Larsson zum besten Offensivspieler ausgezeichnet. Im folgenden Spieljahr war er der Topscorer der Liga, so gelangen ihm 78 Scorerpunkte in 56 absolvierten Partien.
Nachdem er in den folgenden zwei Jahren nicht mehr überzeugen konnte, trennten sich die Verantwortlichen der Augsburger Panther von Wostrikow, der daraufhin nach Russland zurückkehrte. Dort konnte ihn das Management des Zweitligisten Molot-Prikamje Perm von einem einjährigen Engagement in Perm überzeugen. Sergei Wostrikow beendete anschließend im Jahr 2004 seine aktive Eishockeykarriere im Alter von 40 Jahren.

## Erfolge und Auszeichnungen
- 1994 Alpenliga-Gewinn mit dem HC Bozen
- 2000 Teilnahme am DEL All-Star Game